# Jan Klemens Gołaszewski
Jan Klemens Gołaszewski herbu Kościesza (ur. 23 listopada 1748 w Kowalewszczyźnie, zm. 8 marca 1820) – duchowny rzymskokatolicki, biskup diecezjalny wigierski w latach 1809–1818, biskup diecezjalny sejneński w latach 1818–1820, senator Księstwa Warszawskiego i Królestwa Polskiego.

## Życiorys
Urodził się 23 listopada 1748 w Kowalewszczyźnie. Kształcił się w kolegium pijarów w Szczuczynie, następnie pracował jako guwerner. W 1764 wstąpił do Zgromadzenia Księży Misjonarzy w Warszawie. 24 listopada 1766 złożył śluby zakonne, a w 1771 przyjął święcenia prezbiteratu.
Był nauczycielem i kaznodzieją w macierzystym zgromadzeniu do wystąpienia z niego w 1774. Od 1781 pracował jako proboszcz najpierw w Pawłowicach, potem w Waniewie, został również mianowany dziekanem w Bielsku Podlaskim. W czasie insurekcji kościuszkowskiej wszedł w skład bielskiej komisji porządkowej. Po III rozbiorze Polski w latach 1798–1800 administrował częścią diecezji łuckiej leżącą w granicach zaboru pruskiego jako wikariusz na obszarze Podlasia biskupa diecezjalnego płockiego Onufrego Kajetana Szembeka. W 1800 został wydelegowany przez biskupa płockiego do dokonania aktu erekcyjnego diecezji wigierskiej. Należąc do najbliższych współpracowników biskupa Michała Franciszka Karpowicza, był od 1800 wikariuszem generalnym i oficjałem konsystorza diecezjalnego na terenie Podlasia, a w 1803 po utworzeniu dwóch konsystorzy stanął na czele administracji w Waniewie. W 1804 otrzymał godność opata komendatoryjnego w Trzemesznie.
24 marca 1804 uzyskał nominację króla pruskiego Fryderyka Wilhelma III na urząd biskupa diecezjalnego diecezji wigierskiej. 26 czerwca 1805 został prekonizowany przez papieża Piusa VII. Z powodu braku środków potrzebnych na pokrycie opłat urzędowych wymaganych przez Stolicę Apostolską i wobec niestabilnej sytuacji politycznej w następstwie wojen napoleońskich święcenia biskupie otrzymał dopiero 5 marca 1809 w katedrze św. Jana Chrzciciela w Warszawie. Konsekrował go Ignacy Raczyński, arcybiskup metropolita gnieźnieński i administrator diecezji warszawskiej, któremu asystowali Tymoteusz Gorzeński, biskup diecezjalny smoleński, i Antonin Malinowski, biskup pomocniczy żmudzki. Stwierdziwszy niskie wykształcenie księży diecezjalnych i wpływ prądów wolnomyślicielskich w diecezji, wydawał zarządzenia do kapłanów i listy pasterskie do świeckich, w których nakazywał regularne katechizowanie wiernych oraz organizowanie misji i rekolekcji parafialnych prowadzonych przez przygotowanych kaznodziejów. Samodzielnie przeprowadzał wizytacje i kontrolował wprowadzanie swoich zarządzeń. Zabiegał o utworzenie w diecezji seminarium duchownego. Zajmował się sprawami edukacji elementarnej na wsi, a ⅓ swojej pensji przeznaczał na rzecz ubogich.
W 1807 Komisja Rządząca Księstwa Warszawskiego mianowała go sędzią pokoju w powiecie suraskim. Od 1809 z mocy Konstytucji Księstwa Warszawskiego zasiadał w Senacie. Sygnował dwa memoriały biskupów do Fryderyka Augusta z zażaleniami i postulatami w związku z aspiracjami duchowieństwa do odzyskania dawnej pozycji w państwie i w reakcji na wprowadzenie w Kodeksie Napoleona świeckiego prawa małżeńskiego. Po wybuchu wojny z Rosją w 1812 został powołany do Rady Konfederacji Generalnej Królestwa Polskiego jako zastępca Adama Kazimierza Czartoryskiego, a w liście pasterskim zachęcał diecezjan do przystępowania do niej. Po wkroczeniu wojsk rosyjskich do Księstwa Warszawskiego w 1813 wraz z innymi przedstawicielami władz udał się do Krakowa, gdzie nie przyjął oferowanej mu diecezji krakowskiej po zmarłym biskupie Andrzeju Gawrońskim. Zanim powrócił do swej diecezji, rok spędził w klasztorze w Staniątkach. Dążąc do uniezależnienia Kościoła od władzy świeckiej, zabiegał o dobre relacje z nową władzą, witając na ziemiach polskich Konstantego Romanowa, a także apelując do kleru diecezjalnego o odprawianie nabożeństw dziękczynnych za pomyślność kraju po ogłoszeniu Królestwa Kongresowego. Od 1815 należał do Komisji Wydziału Oświecenia i Spraw Wyznań Religijnych Królestwa Polskiego, został także członkiem Senatu. W związku z prowadzoną działalnością polityczną rządy biskupie sprawował głównie z Warszawy przy pomocy wikariuszy generalnych: Baltaraza Paszkiewicza i Polikarpa Augustyna Marciejewskiego.
30 czerwca 1818 po utworzeniu przez Piusa VII diecezji sejneńskiej w miejsce zniesionej diecezji wigierskiej został mianowany jej biskupem diecezjalnym. Na polecenie władz świeckich dokonał reorganizacji sieci dekanalnej, dostosowując ją do nowych granic diecezji, w wyniku czego zostały wydzielone regiony: litewski i łomżyński.
Konsekrował biskupa kujawsko-pomorskiego Franciszka Skarbka-Malczewskiego (1815), biskupa diecezjalnego krakowskiego Jana Pawła Woronicza (1816) i biskupa pomocniczego gnieźnieńskiego Daniela Ostrowskiego (1816). Był współkonsekratorem podczas sakry biskupa pomocniczego gnieźnieńskiego Józefa Gembarta (1814).
W 1819 wystarał się o nominację Polikarpa Augustyna Marciejewskiego na swojego biskupa pomocniczego, któremu schorowany na początku 1820 przekazał całą władzę. Zmarł 8 marca 1820 w Warszawie. 11 marca 1820 został pochowany w podziemiach miejscowego kościoła św. Krzyża. Jego grobowiec został zniszczony w czasie powstania warszawskiego.

## Odznaczenia
W 1816 został odznaczony Orderem Świętego Stanisława I klasy.